# Inga Swenson
Inga Swenson, född 29 december 1932 i Omaha, Nebraska, död 23 juli 2023 i Los Angeles, Kalifornien, var en amerikansk skådespelerska.

## Filmografi
- 1962 – Storm över Washington
- 1962 – Miraklet
- 1971 – Earth II
- 1976 – Sara (TV-serie)
- 1976 – Våldtäkten
- 1978–1979 – Lödder (TV-serie)
- 1979–1986 – Benson (TV-serie)
- 1985–1986 – Nord och Syd (TV-serie)
- 1987 – Bay Coven